# 阔里吉思 (弘吉剌部)
闊里吉思（1251年—1311年），元朝大臣，蒙古弘吉剌部人，燕只斤氏。
他本来是侍卫，为博尔赤（司膳官）。建康路达鲁花赤药失谋的儿子。在1288年为司农少卿，升为司农卿。1291年，为湖广行省平章政事，和右丞廉希恕率兵攻打海南黎族部落。1298年，为福建行省平章政事，福建道宣慰使、都元帅。1300年，为征东行省平章政事，建议革除高丽的弊政，裁汰冗员。元成宗没有想干预高丽的国政。1301年再为湖广行省平章。1302年为陕西行省平章政事，以贪赃免职。1311年死后，追封晋宁王，一说卒年六十六岁。

## 延伸阅读
[在维基数据编辑]
 《元史·卷134》，出自宋濂《元史》
 《新元史/卷154》，出自柯劭忞《新元史》